# Cyphonia rostrata
Cyphonia rostrata är en insektsart som beskrevs av Albino Morimasa Sakakibara 1972. Cyphonia rostrata ingår i släktet Cyphonia och familjen hornstritar. Inga underarter finns listade i Catalogue of Life.